# Venofarmaka
Venofarmaka (singulár venofarmakon, lat. vena = žíla, řec. farmakon = léčivo; někdy latinizováno na venofarmakum; též venoprotektivum, vazoprotektivum) jsou léčiva nebo rostlinné drogy zlepšující činnost žilní soustavy. Mezi venofarmaka sensu stricto se obvykle nepočítají léky proti hypertenzi
Venofarmaka jsou látky, které podle jejich výrobců chrání cévní stěnu a pomáhají zlepšit její funkci. Jejich působení zatím u žádného z nich nebylo řádně objasněno a ani klinicky prokázáno, s výjimkou nespecifických analgetik a látek tišících zánět. To ale neznamená, že jsou nutně neúčinné. Hypotetické mechanismy účinku jdou od vlivu na cévní a lymfatický systém, přes protizánětlivý vliv, antitrombotický účinek, vliv na hladké svaly a pojivo cévní stěny až k vlivu na genovou expresi: například syntézu lamininů (tribenosid) nebo expresi cyklooxygenázy (ženšen). Mohou být přírodního, polosyntetického i syntetického původu. Často se jedná o rostlinné flavonoidy, jejich glykosidy, nebo saponiny. Jejich účinek byl kdysi vysvětlován antioxidačním působením, což je však nepřípustným zjednodušením. Účinnost proteolytických enzymů (třeba propagovaný Wobenzym) nebyla klinicky nikdy prokázána.
Používají se především při zánětu žil (akutní tromboflebitidě), varixech (křečových žilách) a hemoroidech.

## Látky
- Rostlinné látky – rutin, hesperidin, escin (z jírovce), ženšen, vilín, extrakt z listů vinné révy aj.
- Polosyntetické látky – oxerutin, troxerutin, diosmin (modif. hesperidin)
- Syntetické látky – dobesilan vápenatý, tribenosid, analgetika a antiflogistika